# Casillas de Flores
Casillas de Flores é um município raiano da Espanha na província de Salamanca, comunidade autónoma de Castela e Leão, de área 42,60 km² com população de 205 habitantes (2007) e densidade populacional de 5,45 hab/km².

## Demografia
| Variação demográfica do município entre 1991 e 2004 | Variação demográfica do município entre 1991 e 2004 | Variação demográfica do município entre 1991 e 2004 | Variação demográfica do município entre 1991 e 2004 |
| --------------------------------------------------- | --------------------------------------------------- | --------------------------------------------------- | --------------------------------------------------- |
| 1991                                                | 1996                                                | 2001                                                | 2004                                                |
| 331                                                 | 297                                                 | 245                                                 | 234                                                 |